# Mohavská poušť

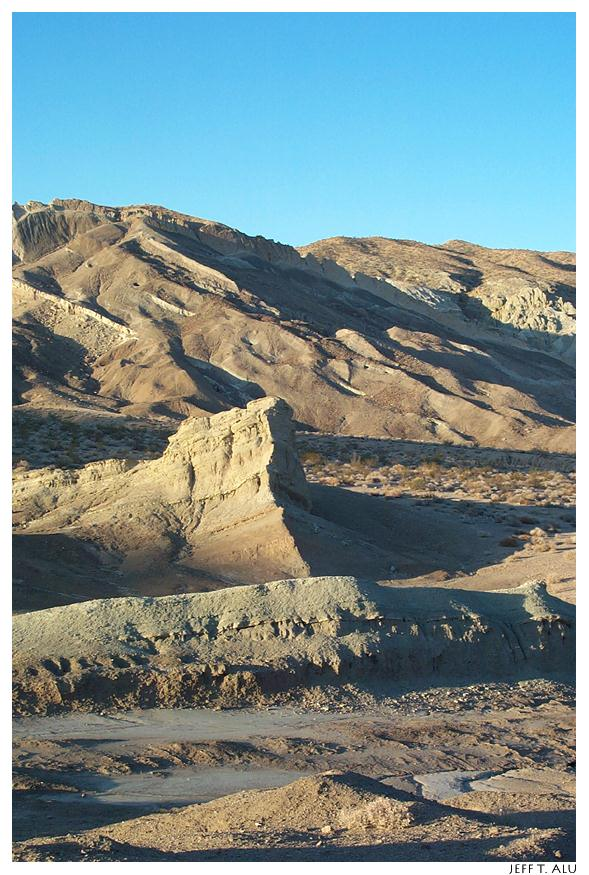
Mohavská poušť

Mohavská poušť (anglicky Mojave Desert) je písčito-kamenitá poušť na jihovýchodě Kalifornie, ve Spojených státech amerických. Rozkládá se v jižní části Velké pánve, dále zasahuje na jih Nevady a velmi malou částí také do Utahu a Arizony. Její rozloha činí okolo 65 000 km²
, roční srážky jsou 45 až 130 mm. Název pochází od slova Mohave – jména indiánského kmene, který ji obýval.

## Geografie
Západní hranici tvoří pohoří Tehachapi Mountains, na jihozápadě hory San Gabriel Mountains a hory San Bernardino Mountains, a též tektonické zlomy San Andreas a Garlock. Na severu hranici tvoří Great Basin a na jihu poušť Sonora. Severovýchodní hranice je nezřetelná – někdy je stanovena podle výskytu juky krátkolisté (Joshua Tree). Výskyt rostlinných druhů je sledován od roku 1750. Nachází se zde Národní rezervace Mojave, Národní park Joshua Tree a Národní park Zion.

## Podnebí
Roční srážky nepřesahují 150 mm ve vyšších partiích (1000-2000 m n. m.). V Údolí Smrti v Kalifornii v létě teplota přesahuje 120 °F (49 °C). Třebaže je to na poušti nezvyklé, je možné se v nadmořské výšce 7929 stop (cca 2 416,75 metrů) setkat se sněhem – zasněžený je např. štít Telescope Peak (3 392 m n. m.) a hora Clark severně od mezistátní dálnice č. 15. Nejnižší zaznamenaná teplota dosáhla 0 °F (− 17,7 °C), v zimě se teploty pohybují od 20 °F do 30 °F (od ok. −6 do ok. −1 °C), v létě obvykle kolem 100 °F (37,8 °C).

## Historie
Poušť vznikla existencí srážkového stínu na tomto území. Na mnoha místech, zejména níže položených, prší sporadicky a teploty v létě dosahují vysokých hodnot (Údolí smrti apod.) Srážkový stín způsobuje pohoří Skalnatých hor, za které srážky z Tichého oceánu stěží pronikají.
Zajímavostí je, že část této pouště ve vojenské oblasti Nevada Test Site se od roku 1951 používala jako testovací plocha pro jaderné zbraně.

## Osídlení
V Mohavské poušti se nachází řada opuštěných sídel, např. Calico, dříve centrum těžby stříbra, nebo Kelso v Národní rezervaci Mohave, jehož atrakcí je dochovaná původní železniční stanice.
Nacházejí se zde i větší města, např. Las Vegas. Z dalších lze jmenovat:
- Lancaster
- Henderson
- North Las Vegas
- Laughlin
- Victorville
- Barstow
- Ridgecrest
- Twentynine Palms
- Needles
- Hurricane
- St. George
- Santa Clara
- Washington

Na tomto území byla vybudována Edwardsova letecká základna, využívaná letectvem i jako místo přistávání raketoplánů NASA.

## Fauna a flora

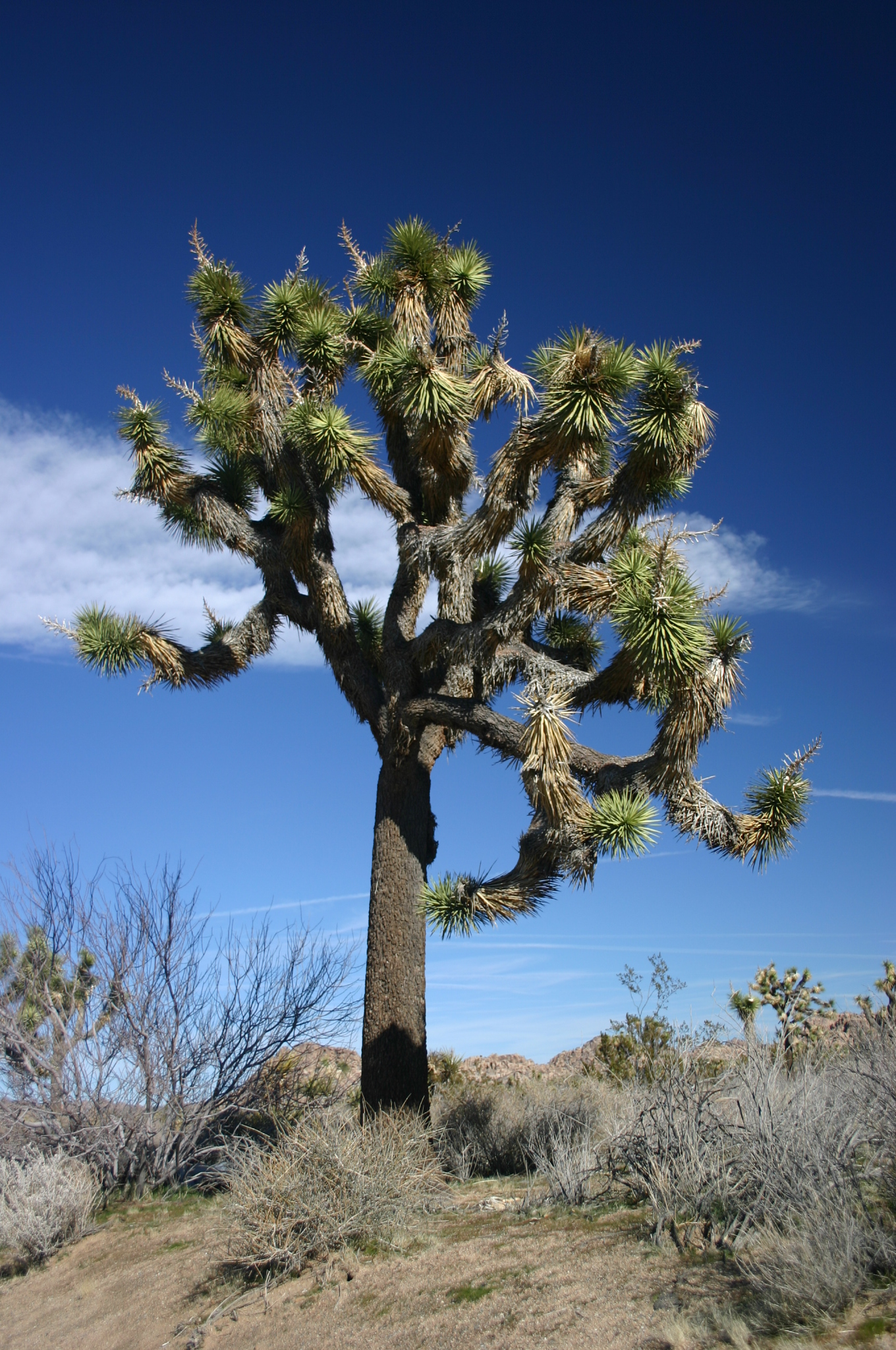
Juka krátkolistá

### Zvířata
Zvířata žijící v Mohavské poušti jsou díky svým specifickým fyzickým adaptacím schopna vypořádat se s drsnými podmínkami tohoto biomu. Mohavská poušť je domovem například pumy americké, štírů, pavouků, tarantulí, chřestýšů nebo třeba kojotů prérijních.
- puma americká
- kojot prérijní
- chřestýš
- tarantule
- štír
- pavouci

### Rostliny
Flóra Mohavské pouště se skládá z různých rostlinných druhů. Tyto druhy se zde vyvíjely izolovaně kvůli fyzickým bariérám. K převládajícím rostlinám patří všemožné druhy keřů, palem, kaktusů, a především strom s názvem Juka krátkolistá (Joshua tree), která roste výhradně na území Mohavské pouště. 
- juka krátkolistá
- kaktus
- palmy